# Südfriedhof (Keulen)
Het Südfriedhof is een begraafplaats in het stadsdeel Zollstock van Keulen in de Duitse deelstaat Noordrijn-Westfalen.
Op de begraafplaats bevinden zich militaire graven van het Gemenebest, meer dan 1.900 graven van Italiaanse krijgsgevangenen van de Eerste Wereldoorlog en ongeveer 40.000 graven van slachtoffers van geallieerde bombardementen tijdens de Tweede Wereldoorlog.

## Cologne Southern Cemetery
Op de begraafplaats liggen 2.591 slachtoffers uit de beide Wereldoorlogen begraven, voornamelijk uit de Eerste. De militaire graven worden onderhouden door de Commonwealth War Graves Commission, die de begraafplaats geregistreerd heeft als Cologne Southern Cemetery.

## Cologne Memorial
Op de begraafplaats staat ook een gedenkteken voor 25 Britse soldaten waarvan het graf onbekend is en van 19 krijgsgevangenen waarvan niet duidelijk is waar ze zijn gestorven. Dit monument wordt ook onderhouden door de Commonwealth War Graves Commission, die het monument ingeschreven heeft als Cologne Memorial.